# Катастрофа L-1011 в Далласі
Катастрофа L-1011 в Далласі — велика авіаційна катастрофа, що сталася у п'ятницю 2 серпня 1985 року. Пасажирський авіалайнер Lockheed L-1011-385-1 TriStar американської авіакомпанії Delta Air Lines здійснював внутрішній рейс DL191 за маршрутом Форт-Лодердейл—Даллас—Лос-Анджелес, але при заході на посадку в Даласький аеропорт Форт-Верт літак попав в сильний мікропорив і врізався в водонапірну вежу і зруйнувався на дві частини. Зі 163 осіб, що перебували на його борту (152 пасажири і 11 членів екіпажу) вижили 29. Якимось дивом не постраждала тільки 1 людина. Також загинула 1 людина на землі і ще 1 отримала поранення.
На 2023 рік катастрофа рейсу 191 залишається найбільшою в історії штату Техас і другою в історії літака L-1011 (після катастрофи в Ер-Ріяді).

## Розслідування
Розслідування причин катастрофи рейсу DL191 проводила Національна рада з безпеки на транспорті (NTSB).
Остаточний звіт розслідування було опубліковано 15 серпня 1986 року.

## Наслідки катастрофи
Катастрофа набула широкого резонансу та сприяла докорінній зміні в роботі метеорологічних служб аеропортів світу.

## Культурні аспекти
- Катастрофа рейсу 191 Delta Air Lines показана в 5 сезоні канадського документального телесеріалу Розслідування авіакатастроф в серії Невидимий вбивця (оригінальна назва — Чому літак впав на землю?).
- Також вона показана в американському документальному телесеріалі від «MSNBC» Чому розбиваються літаки (англ. Why Planes Crash) у серії Жорстока погода (англ. Severe Weather). * Майкл Коннеллі, який на той момент пропрацював 5 років в газетах Дейтона-Біч і Форт-Лодердейла, написав статтю про тих, хто вижив в катастрофі рейсу 191, яка отримала Пулітцерівську премію. Після цього Майкла Коннеллі запросили працювати в «Лос-Анджелес Таймс».